# Fosa (cinema)
Fosa (fade en anglès) és un mecanisme a l'edició dels videos per fer transicions entre escenes, o bé permetre el començament o l'acabament, sobretot des del negre. És una de les marques de puntuació del llenguatge de Cinema o TV, i es fa que una imatge s'apagui gradualment (fosa a, fade out), indicant el final d'una escena o d'una seqüència. El seu contrari és «fosa de» (fade in) sortida de la imatge d'un fons obscur, ubicada al començament d'una seqüència.

## Tipus de fosa

### Fosa a negre

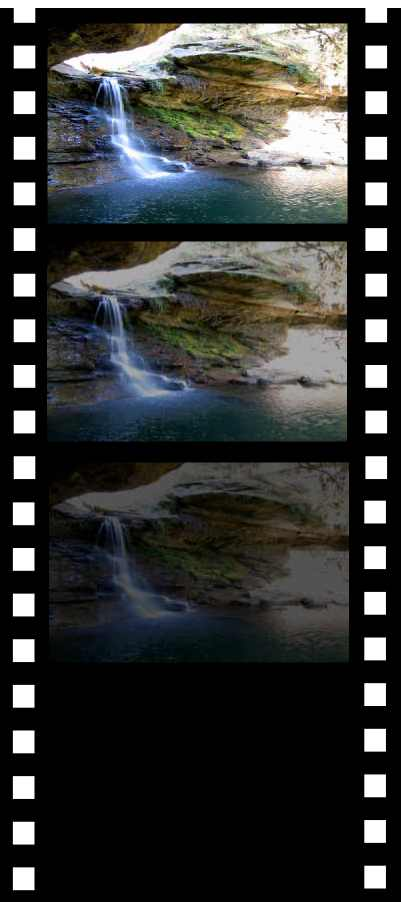
Efecte de fosa a negre

S'utilitza sovint per fer la transició entre dues escenes.
La primera escena s'enfosqueix progressivament fins que la pantalla es torna completament negra (fosa a negre), i l'escena següent comença amb una pantalla negra i s'aclareix fins a ser visible de manera normal.
Aquesta tècnica serveix sobretot per separar escenes en les quals es vol ensenyar una discontinuïtat neta, per exemple un salt en el temps o en l'espai. També és sovint utilitzada per acabar la pel·lícula, abans dels títols, dona aleshores sovint una nota pessimista.

### Fosa a blanc
La imatge empal·lideix i es fa blanca.
Aquesta fosa és sovint utilitzada al final d'una pel·lícula per evocar l'alliberament, l'esperança, un nou començament (per exemple el final de Lamerica de Gianni Amelio), el despertar, el descobriment de la veritat, però de vegades la mort (el final de Titanic de James Cameron).

### Fosa encadenada

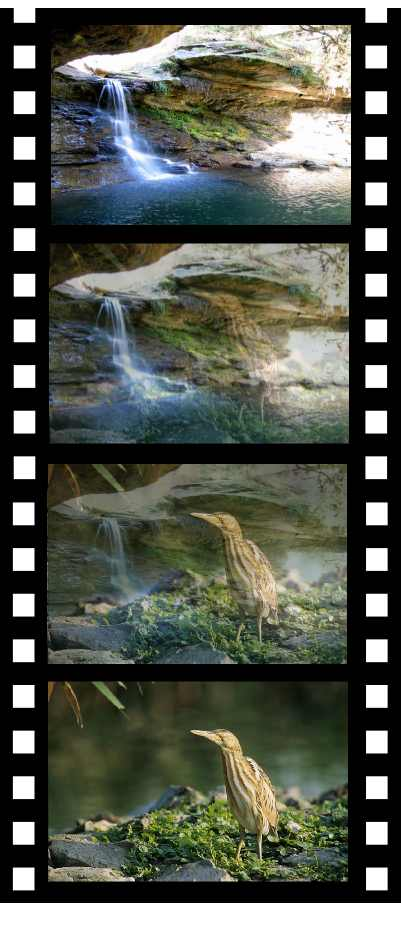
Fosa encadenada

En teoria un pla pot desaparèixer des de o cap a qualsevol color. Quan una imatge no es dissol en un color, sinó en un altre pla, que se solapa amb l'anterior, s'anomena fosa encadenada.
Un ús comú de la fosa encadenada és per definir un flashback.
És un procediment molt utilitzat. En certs casos, pot servir per posar en evidència la similitud entre dues situacions, dos personatges (per exemple una cara reemplaça una altra).
La fosa encadenada va ser començada a fer servir per Georges Méliès. Reemplaçava sovint un personatge per un altre o un objecte per un altre per simular una transformació (efectes especials). S'havia fixat que l'efecte era més sorprenent si es filmava el pla, es rebobinava una mica la pel·lícula i se sobreimprimia el final del pla amb el començament del següent (a la pantalla, es tenia llavors la il·lusió que es tractava d'un sol pla)

## Tècnica
Totes les operacions de fosa en el cinema es porten a terme durant l'edició de la pel·lícula o el documental.